# Les Runaways (film)
Pour les articles homonymes, voir Runaway.
Pour plus de détails, voir Fiche technique et Distribution.
Les Runaways (The Runaways) est un film américain réalisé par Floria Sigismondi et sorti en 2010. Il s'agit d'un film biographique sur le groupe The Runaways,  premier groupe de rock féminin à connaître un important succès. Basé sur l'autobiographie de Cherie Currie, le film explore surtout la relation entre Joan Jett et Cherie Currie. Il met en scène Kristen Stewart dans le rôle de Joan Jett, Dakota Fanning en Cherie Currie, Stella Maeve, Scout Taylor-Compton, Michael Shannon.
Malgré des critiques globalement positives, le film n'est pas un succès commercial.

## Synopsis
Los Angeles, 1975. Joan Jett est une jeune fille rebelle et bien décidée à percer dans le monde très masculin du rock 'n' roll. Au sortir d'une boite, elle fait la connaissance de l'extravagant Kim Fowley, qui la met en relation avec la jeune chanteuse Cherie Currie, la batteuse Sandy West, la guitariste Lita Ford et la bassiste Robin Robins, avec qui elle forme le groupe The Runaways.
Grâce au succès fulgurant du tube Cherry Bomb, les jeunes filles vont devenir le premier groupe de rock féminin à atteindre les sommets des charts.
Elles vont cependant vivre difficilement les contrecoups de la célébrité. Une tournée au Japon accentuera davantage les tensions au sein du groupe.

## Fiche technique
Sauf indication contraire, les informations mentionnées dans cette section peuvent être confirmées par la base de données cinématographiques IMDb,  présente dans la section « Liens externes ».
- Titre original : The Runaways
- Réalisation : Floria Sigismondi
- Scénario : Floria Sigismondi, d'après l'autobiographie de Cherie Currie
- Photographie : Benoît Debie
- Montage : Richard Chew
- Décors : Eugenio Caballero
- Costumes : Carol Beadle
- Production : Art Linson, John Linson et William Pohlad
  - Coproduction : David Grace
  - Production exécutive : Joan Jett, Kenny Laguna et Brian Young
  - Production associée : Jonathan Sanford et Sabrina Sipantzi
- Société de production : River Road Entertainment, Linson Entertainment, Road Rebel et Runaway Productions
- Société de distribution : Apparition
- Pays de production :  États-Unis
- Langue originale : anglais
- Format : couleurs - 2,35:1 - Super 16 - Dolby Digital
- Durée : 109 minutes
- Dates de sortie :
  - États-Unis : 24 janvier 2010 (Festival de Sundance) ; 19 mars 2010 (sortie limitée) ; 9 avril 2010 (sortie nationale)
  - Canada : 19 mars 2010 (sortie limitée)
  - France : 15 septembre 2010

## Distribution
Sauf indication contraire, les informations mentionnées dans cette section peuvent être confirmées par la base de données cinématographiques IMDb,  présente dans la section « Liens externes ».
- Kristen Stewart (VF : Noémie Orphelin) : Joan Jett
- Dakota Fanning (VF : Kelly Marot): Cherie Currie
- Michael Shannon (VF : Christophe Lemoine) : Kim Fowley
- Stella Maeve (VF : Karine Texier) : Sandy West
- Scout Taylor-Compton (VF : Angèle Humeau) : Lita Ford

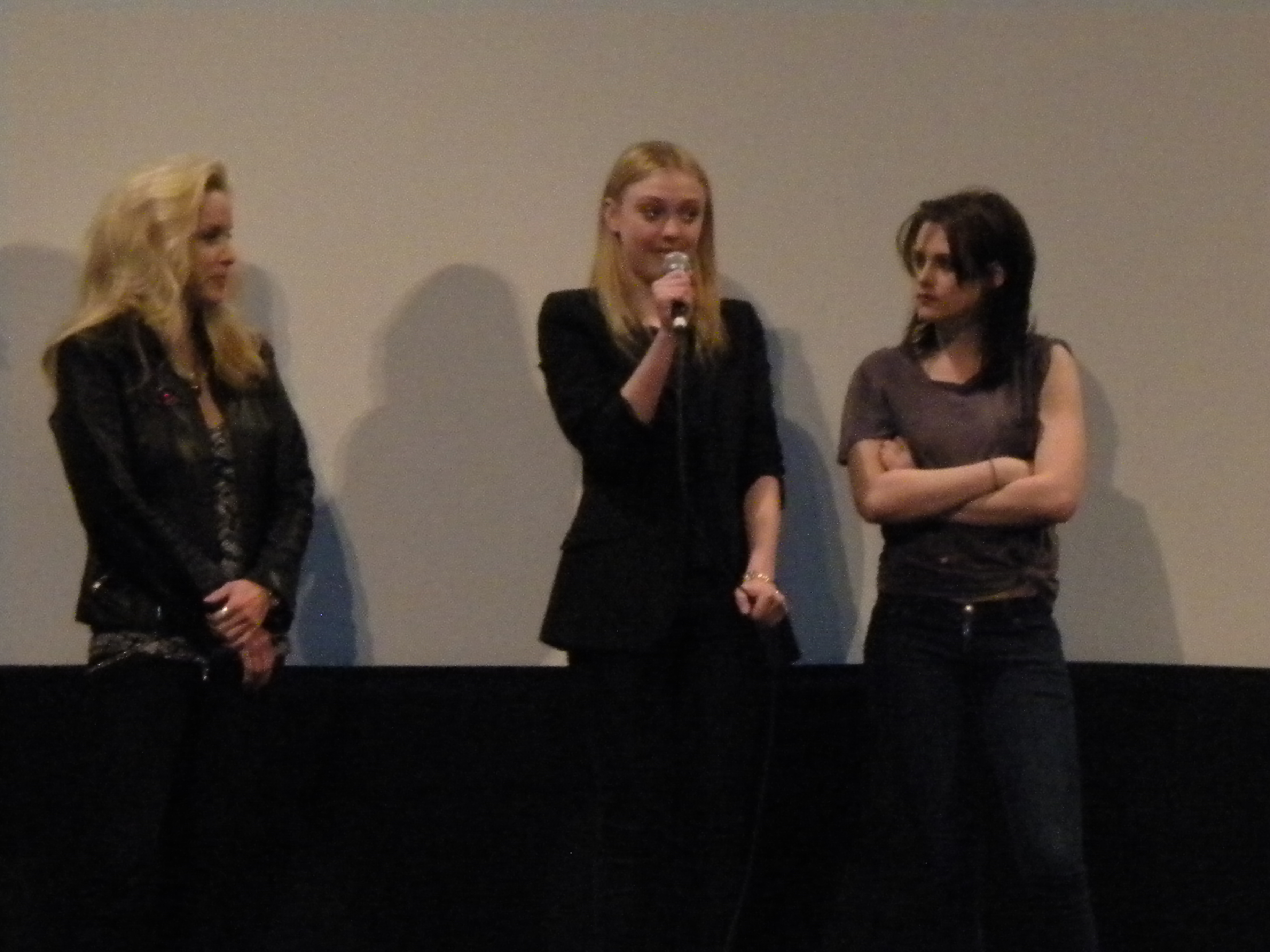
De gauche à droite : Cherie Currie, Dakota Fanning et Kristen Stewart.

- Riley Keough : Marie Currie, la sœur ainée de Cherie
- Alia Shawkat : Robin
- Johnny Lewis (VF : Jérémy Bardeau) : Scottie
- Tatum O'Neal : Marie Harmon, la mère de Cherie
- Brett Cullen : le père de Cherie
- Hannah Marks : Tammy
- Jill Andre : tante Evie
- Ray Porter : membre du groupe
- Kiaya Snow : caissière
- Allie Grant : clubbeuse
- Brendan Sexton III : Derek
- Shammy Dee : DJ
- Aaron Mouser : employé gros
- Peggy Stewart : grand-mère Oni
- Robert Romanus : professeur de guitare
- Jay Thames : roadie des Headliner
- Masami Kosaka : journaliste japonaise
- Masayuki Yonezawa : photographe japonais
- Hiroshi Sakata : promoteur japonais
- P.D. Mani : responsable du magasin de cakes
- Mickey Petralia : cadre du label
- Antonella Sigismondi : rockeuse
- Nick Eversman : rockeur
- Keir O'Donnell (VF : Yannick Blivet) : Rodney Bingenheimer
- Lisa Long : mère de Sandy
- J.R. Nutt : employé maigre
- Alejandro Patino : responsable de l'épicerie
- John Konesky : ingénieur du studio
- Time Winters : Wolfgang
- Adam Silver : garçon dans l'audience
- Koji Wada : annonceur

Sources : RS Doublage et AlloDoublage

## Production

### Musique
La bande originale du Film The Runaways est sortie le 23 mars 2010.
On entend en outre dans le film Lady Grinning Soul de David Bowie (inspiré par la choriste Claudia Lennear), Fujiyama Mama de Wanda Jackson, Do You Wanna Touch Me de Gary Glitter, I Love PLayin' With Fire de The Runaways, Gimme Danger de Iggy and The Stooges, Vincent (Starry, Starry Night) de Don McLean, I Love Rock 'n' Roll, Bad Reputation, Crimson And Clover, et Love Is Pain de Joan Jett and the Blackhearts et I want you de Joan Jett elle-même.
| No  | Titre                                         | Artistes                           | Durée |
| --- | --------------------------------------------- | ---------------------------------- | ----- |
| 1.  | Roxy Roller                                   | Nick Gilder                        | 2:49  |
| 2.  | The Wild One                                  | Suzi Quatro                        | 2:51  |
| 3.  | It's a Man's Man's Man's World (Live)         | MC5                                | 5:13  |
| 4.  | Rebel Rebel                                   | David Bowie                        | 4:31  |
| 5.  | Cherry Bomb                                   | Dakota Fanning                     | 2:19  |
| 6.  | Hollywood                                     | The Runaways                       | 2:58  |
| 7.  | California Paradise                           | Dakota Fanning                     | 2:59  |
| 8.  | You Drive Me Wild                             | The Runaways                       | 3:22  |
| 9.  | Queens of Noise                               | Dakota Fanning and Kristen Stewart | 3:13  |
| 10. | Dead End Justice                              | Kristen Stewart and Dakota Fanning | 6:36  |
| 11. | I Wanna Be Your Dog                           | The Stooges                        | 3:13  |
| 12. | I Wanna Be Where the Boys Are (Live in Japan) | The Runaways                       | 2:57  |
| 13. | Pretty Vacant                                 | Sex Pistols                        | 3:17  |
| 14. | Don't Abuse Me                                | Joan Jett                          | 3:37  |